# Chown
chown (от англ. change owner) — UNIX‐утилита, изменяющая владельца и/или группу для указанных файлов. В качестве имени владельца/группы берётся первый аргумент, не являющийся опцией. Если задано только имя пользователя (или числовой идентификатор пользователя), то данный пользователь становится владельцем каждого из указанных файлов, а группа этих файлов не изменяется. Если за именем пользователя через двоеточие следует имя группы (или числовой идентификатор группы), без пробелов между ними, то изменяется также и группа файла. При стандартной настройке сервера команда вызывает сброс накопленных кэшей (событие touch).

## Использование
- chown [-cfhvR] [--dereference] [--reference=rfile] пользователь[:группа] файл…

-c, --changes
Подробно описывать действие для каждого файла, владелец которого действительно изменяется.
-f, --silent, --quiet
Не выдавать сообщения об ошибках для файлов, чей владелец не может быть изменён.
-h, --no-dereference
Работать с самими символьными ссылками, а не с файлами, на которые они указывают. Данная опция доступна, только если имеется системный вызов lchown.
-R, --recursive
Рекурсивное изменение владельца каталогов и их содержимого.
-v, --verbose
Подробное описание действия (или отсутствия действия) для каждого файла.
--dereference
Изменить владельца файла, на который указывает символьная ссылка, вместо самой символьной ссылки.
--reference=rfile
Изменить владельца файла на того, который является владельцем файла.

## Примеры использования
Помните, что эти команды должны быть выполнены  с правами доступа root
- Изменить владельца (owner) для /var/run/httpd.pid на 'root' (root — стандартное имя для суперпользователя (Superuser)).

```
# chown root /var/run/httpd.pid
```

- Поменять владельца для strace.log в 'rob' и идентификатор группы в 'developers'.

```
# chown rob:developers strace.log
```

- Поменять имя владельца для /tmp и /var/tmp на ‘nobody’ + поменять группу для /tmp и /var/tmp на ‘nogroup’

```
# chown nobody:nogroup /tmp /var/tmp
```

- Поменять идентификатор группы на newgroup для /home

```
# chown :newgroup /home
```

- Поменять имя владельца для base на us и выполнить это рекурсивно, т.е. всех вложенных в каталог base файлов (-R).

```
# chown -R us base
```

- Поменять владельца для noodlefrytasticy на mein.

```
# chown mein noodlefrytasticy
```